# Блок демократических сил (Узбекистан)

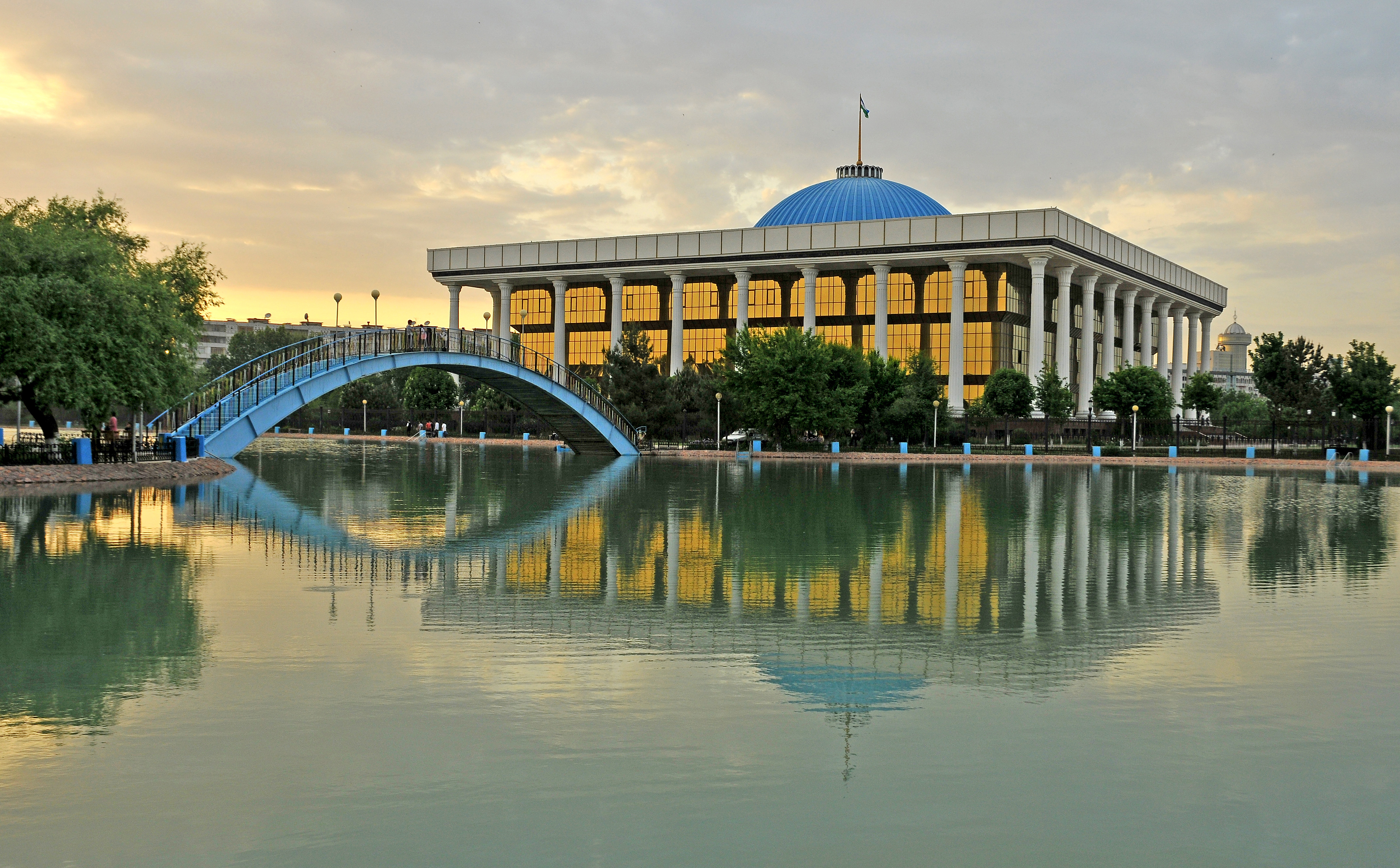
Здание Олий Мажлиса

«Блок демократи́ческих сил» (узб. “Demokratik kuchlar bloki”) — ныне не существующий официальный парламентский блок (коалиция) политических партий в Узбекистане, существовавший с 8 февраля 2005 года по 22 декабря 2019 года. После парламентских выборов 2014/2015, в состав блока входили две партии — Либерально-демократическая партия Узбекистана (правящая) и Демократическая партия «Миллий тикланиш» (вторая по числу депутатов). Общая численность депутатов блока составляло 88 из 150 мест в нижней палате парламента Узбекистана — в Законодательной палате Олий Мажлиса Республики Узбекистан. После очередных парламентских выборов 2019/2020, блок распался из-за идеологических разногласий его членов.

## История и состав

### Образование по итогам выборов 2004/2005
В декабре 2004 года (первый тур) и в январе 2005 года (второй тур) состоялись выборы в нижнюю палату парламента Узбекистана — в Законодательную палату Олий Мажлиса Республики Узбекистан.
Объявление о сформировании парламентского «Блока демократических сил» было объявлено 8 февраля 2005 года. Объединение политических партий в блок производилось с целью получения парламентского большинства для влияния на принятие ключевых законодательных проектов. Туда вошли получившая большинство мест (41 мест) в Законодательной палате Олий Мажлиса и статуса правящей партии — Либерально-демократическая партия Узбекистана, занявшее третье место национально-демократическая партия «Фидокорлар» («Самоотверженные») — 18 мест), а также занявшая четвёртое место социал-демократическая партия «Адолат» («Справедливость») — 10 мест. Таким образом, эти три партии составили этот блок с общей численностью 69 депутатов из 250.
Занявшая второе место (28 мест) на выборах Народно-демократическая партия Узбекистана (НДПУ) наряду с занявшей пятое место (11 мест) демократической партией «Миллий тикланиш» («Национальное возрождение») объявили себя парламентской оппозицией. Большинство оставшихся 14 депутатов парламента, избранные как «Блок депутатов от инициативных групп избирателей» остались за пределами «Блока демократических сил», часть став нейтральными, а часть примкнули к парламентской оппозиции, то есть к НДПУ.
20 июня 2008 года состоялся объединённый съезд демократической партии «Миллий тикланиш» и национально-демократической партии «Фидокорлар», где партии объявили о слиянии и объединились под единым названием демократической партии «Миллий тикланиш». Лидером объединённой партии был избран бывший лидер национально-демократической партии «Фидокорлар». Таким образом, численность депутатов демократической партии «Миллий тикланиш» увеличилась с 11 до 29. Членами «Блока демократических сил» стало также три, но уже не 69, а 80 депутатов, а в парламентской оппозиции осталась только НДПУ.

### После выборов 2009/2010
После очередных парламентских выборов 2009/2010, существенных изменений в составе и месте партий не произошло, и «Блок демократических сил» был вновь сформирован теми же тремя партиями (но уже со 103 депутатами), оставляя право стать парламентской оппозицией той же НДПУ с 32 депутатами, которая снова заняла второе место на выборах. Вошедшее в парламент (по квоте с 15 депутатами) Экологическое движение Узбекистана осталось нейтральным. На этих выборах был положен конец практике избрания «депутатов от инициативных групп избирателей».

### После выборов 2014/2015
После очередных парламентских выборов 2014/2015, существенных изменений в составе и месте партий не произошло, за исключением смещения НДПУ со второго на третье место — второе место заняла демократическая партия «Миллий тикланиш». Численность депутатов «Блока демократических сил» сразу после объявления итогов выборов составила 108 депутатов из 150, блок был снова сформирован 14 марта 2015 года. 16 марта 2015 года социал-демократическая партия «Адолат» объявила о выходе из «Блока демократических сил» из-за разногласий в социальных и политических программах партий, входящих в блок. Наряду с НДПУ (27 депутатов), парламентской оппозицией объявила себя и социал-демократическая партия «Адолат» (20 депутатов). Получившая снова 15 мест по квоте Экологическое движение Узбекистана осталось нейтральным. В «Блоке демократических сил» остались две партии — Либерально-демократическая партия Узбекистана (52 депутата) и демократическая партия «Миллий тикланиш» (36 депутатов) — всего 88 депутатов.

### После выборов 2019/2020
Как во время избирательной кампании, так и после очередных парламентских выборов 2019/2020, ни от УзЛиДеП, ни от ДПМТ не прозвучали официальные заявления или комментарии о будущем «Блока демократических сил», и в настоящее время блок не существует из-за идеологических разногласий двух ведущих партий страны.